# Frobenius Forster

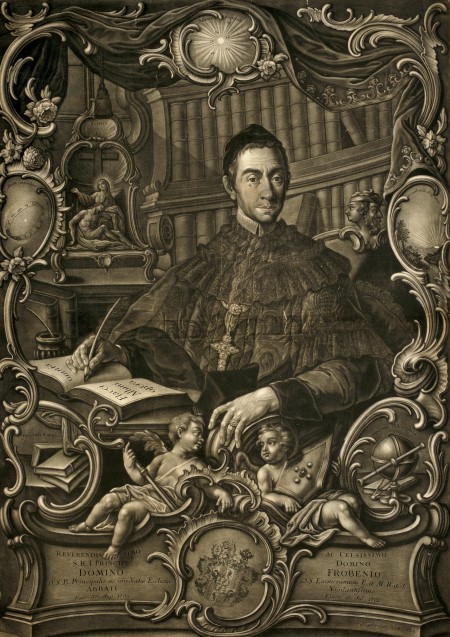
Abt Frobenius Forster

Frobenius Forster OSB (eigentlich Johann Michael; * 30. August 1709 in Königsfeld an der Ilm; † 11. Oktober 1791 im Kloster St. Emmeram/Regensburg) war von 1762 bis 1791 Fürstabt des Klosters St. Emmeram und darüber hinaus ein namhafter römisch-katholischer Philosoph, Historiker und Pädagoge, der auch die Beschäftigung mit den Naturwissenschaften und den naturwissenschaftlichen Unterricht förderte.

## Leben
Forster erhielt seine Ausbildung in Ingolstadt und Freising. 1727 trat er in Sankt Emmeram ein und legte 1728 die Profess ab. Seine Priesterweihe erfolgte 1733. Im Zeitraum von 1735 bis 1744 sowie von 1747 bis 1750 lehrte er Philosophie in Sankt Emmeram. Von 1744 bis 1747 wirkte er als Professor für Philosophie an der Universität Salzburg, wo er auch bereits Vorlesungen zur Experimentalphysik veranstaltete. Ähnlich wie seine Ordensbrüder Anselm Desing oder Andreas Gordon stand Forster der Barockscholastik kritisch gegenüber, da sie den Theorien der Aufklärung immer weniger entgegenzusetzen hatte. Gleichzeitig benutzten sie aber ihren universalistischen Anspruch, um sich mit der Gesamtheit des Wissens zu beschäftigen.
Forster war von 1750 bis 1760 Prior und Bibliothekar in Sankt Emmeram. Ab 1760 war er Propst in Hohengebraching, bevor er am 16. Juli 1762 zum Fürstabt gewählt wurde. Als er in seiner Zeit als Fürstabt des Klosters St. Emmeram über höhere Geldmittel verfügte, entwickelte er das Kloster zu einem führenden geistes- und naturwissenschaftlichen Zentrum im deutschen Kulturraum. Er beschaffte eine reich ausgestattete Sammlung von Apparaten, genannt das physikalische Kabinett, und ließ 1775 die beiden Ecktürme des Klosters zu Sternwarten ausbauen, ausgestattet mit einer Astronomischen Uhr, einem Spiegelteleskop, einem Spiegelsextanten zur Distanzmessung und einem Fernrohr mit Okularmikrometer. Die Geräte wurden vom damaligen Abt Steiglehner für astronomische Beobachtungen und für einen neuartigen Lehrbetrieb ausgiebig genutzt, den er nach 1781 an der Universität Ingolstadt freiwillig mit Zustimmung von Forster fortsetzte, nachdem die Prälatenorden vom bayerischen Kurfürsten Kurfürst Karl Theodor verpflichtet worden waren, sich am Unterricht in den höheren Schulen zu beteiligen.
Frobenius Forster selbst hatte sich als Gelehrter bereits einen bleibenden Namen mit einer umfassenden Herausgabe der Werke Alkuins geschaffen. Seit 1759 war Forster ordentliches Mitglied der Bayerischen Akademie der Wissenschaften. 1778 wurde er zum Ehrenmitglied der Akademie der Wissenschaften zu Göttingen gewählt.

## Ehrungen
Nachdem Frobenius Forster als Grundherr der Kirche im damaligen Nachbarort von Regensburg Schwabelweis 1770 dem Neubau der dortigen baufälligen Kirche St. Georg zugestimmt hatte, ist im heutigen Stadtteil von Regensburg eine Straße nach ihm benannt.